# Coup de foudre à Bollywood
Pour plus de détails, voir Fiche technique et Distribution.
Coup de foudre à Bollywood (titre original : Bride and Prejudice) est un film américano-britanno-indien réalisé par Gurinder Chadha, sorti en 2004.
Le scénario transpose le roman de Jane Austen Orgueil et Préjugés dans l'Inde contemporaine, mêlant la tradition du film britannique avec les codes de Bollywood. Le titre original du film fait d'ailleurs référence au titre original du roman : Pride and Prejudice.

## Synopsis
Mme Bakshi n'a qu'une seule idée en tête : marier ses quatre filles : Jaya, Lalita, Maya et Lakhi. Comme toute mère, Mme Bakshi est exigeante : son futur gendre se doit d'être indien et surtout... riche. Quand William Darcy voit Lalita à une réception fastueuse où son meilleur ami Balraj Bingley rencontre Jaya, la sœur aînée de Lalita, il n'a d'yeux que pour elle. Mais pas elle. Elle le trouve prétentieux, vaniteux, arrogant et surtout, plein de mépris pour l'Inde et ses coutumes, ce que ne supporte pas Lalita, très fière de son pays. Rien à voir avec ce jeune anglais, Johnny Wickham, rencontré sur une plage de Goa et qu'elle invite à venir à Amritsar. Il se révèle être un ennemi intime de Darcy et n'hésite pas à noircir son caractère déjà peu resplendissant pour Lalita.
Entre-temps, survient un Indien qui a réussi en Amérique, M. Kohli, ridicule et d'un manque de classe patent, qui vient chercher une épouse indienne au pays. Tenant tête à sa mère, Lalita le refuse avec le soutien de son père, puis apprend que son amie Chandra l'a accepté. Mais Balraj Bingley est reparti à Londres et Jaya attend en vain de ses nouvelles. La famille Bakshi, invitée au mariage de Chandra, qui doit avoir lieu à Los Angeles, fait étape à Londres, mais y rencontre seulement Kiran Bingley, la sœur de Balraj. Cependant Lakhi y croise Wickham et Darcy rentre aux États-Unis par le même avion qu'eux. Finalement Lalita découvre que Wickham n'est pas digne de confiance et que Darcy, par amour pour elle, est prêt à respecter les coutumes indiennes.

## Fiche technique
- Titre : Coup de foudre à Bollywood
- Titre original : Bride and Prejudice
- Réalisation : Gurinder Chadha
- Scénario : Paul Mayeda Berges et Gurinder Chadha, d'après le roman Orgueil et Préjugés, de Jane Austen
- Musique : Anu Malik et Craig Pruess
- Photographie : Santosh Sivan
- Montage : Justin Krish
- Décors : Nick Ellis
- Costumes : Eduardo Castro, Ralph Holes et Savinder Kmahil
- Producteurs : Gurinder Chadha, Deepak Nayar, François Ivernel, Cameron McCracken et Duncan Reid
- Sociétés de production : Pathé International, UK Film Council, Kintop Pictures, Inside Track Films
- Sociétés de distribution : Pathé (hors États-Unis), Miramax (États-Unis)
- Budget : 7 millions de dollars
- Pays d'origine :  Royaume-Uni,  États-Unis,  Inde
- Format : couleurs - 2,35:1 - DTS / Dolby Digital / SDDS - 35 mm
- Genre : film musical, comédie
- Durée : 111 minutes
- Dates de sortie :
  - Émirats arabes unis : 6 octobre 2004
  - Inde, Royaume-Uni : 8 octobre 2004
  - France, Suisse : 22 décembre 2004
  - États-Unis : 11 février 2005

## Distribution
- Aishwarya Rai Bachchan (VF : Françoise Cadol) : Lalita Bakshi
- Martin Henderson (VF : Axel Kiener) : William Darcy
- Anupam Kher (VF : Sylvain Corthay) : M. Chaman Bakshi
- Nadira Babbar (VF : Monique Thierry) : Mme Manorama Chaman Bakshi
- Naveen Andrews : Balraj Bingley
- Namrata Shirodkar : Jaya Bakshi
- Daniel Gillies (VF : Damien Ferrette) : Johnny Wickham
- Indira Varma (VF : Claire Guyot) : Kiran Bingley
- Sonali Kulkarni (VF : Marie-Eugénie Maréchal) : Chandra Lamba
- Nitin Chandra Ganatra (VF : Patrick Guillemin) : M. Kholi
- Meghna Kothari : Maya Bakshi
- Peeya Rai Chowdhary (VF : Caroline Victoria) : Lakhi Bakshi
- Alexis Bledel : Georgina « Georgie » Darcy
- Marsha Mason : Catherine Darcy

## Analyse
Le film est une adaptation très libre du roman Orgueil et Préjugés (Pride and Prejudice), de Jane Austen. Transposée à l'époque moderne en Inde, cette histoire classique anglaise est arrangée selon les codes de « Bollywood », le cinéma indien : chansons, danses dans des décors grandioses, costumes chatoyants et colorés, coucher de soleil et grands sentiments.
Cependant, malgré la présence de plusieurs acteurs indiens de premier plan, Coup de foudre à Bollywood n'est pas un film indien. Il est tourné en anglais et non en hindi, les chorégraphies sont simplifiées et écourtées, parfois amputées de leur caractère abrupt et de certains gestes incongrus pour le public occidental. De nombreuses chansons rappellent plus Broadway que Bollywood. Selon Les Cahiers du cinéma, « Coup de foudre à Bollywood ressemble autant à une production made in Bombay que le club med d'Agadir à un village berbère » et Cheryl Wilson en souligne l'ambiguïté : « C'est et ce n'est pas Jane Austen, c'est et ce n'est pas Bollywood, et c'est et ce n'est pas Hollywood ».
Le film est divisé en deux grandes parties : l'une montrant des occidentaux plongés dans l'Inde traditionnelle (Amritsar et Goa) et l'autre montrant la famille indienne plongée dans l'Occident (Londres et Los Angeles).
Le scénario établit des parallèles culturels entre le XIXe siècle britannique et le XXIe siècle indien, notamment autour de la question du mariage arrangé. Lalita qui chante vouloir épouser un homme de cœur qui la traitera en égale et ne désire pas une épouse soumise (« I just want a man with real soul / Who wants equality and not control ») est l'exemple d'une fusion idéale des valeurs indiennes et occidentales. De son côté Will Darcy, si méprisant au début et mal à l'aise en vêtements indiens, finit par l'épouser, en Inde et selon la coutume indienne, mais vêtu à l'occidentale.
Si l'intrigue suit ouvertement celle du roman, le sujet du film n'est pas la rencontre de classes sociales différentes, mais le brassage culturel : les différences culturelles y sont présentées comme la source principale de la tension sociale entre les deux personnages principaux. Ainsi, le film insiste sur l'importance de la famille en Inde (les Bakshi forment une famille unie et aimante) et celle de l'argent aux États-Unis (la mère de Darcy est avant tout une femme d'affaires), mais montre aussi l'attrait qu'une culture peut exercer sur une autre.
Les côtés négatifs du métissage culturel sont représentés par M. Kohli, qui est comptable en Californie mais revient au pays chercher une épouse « traditionnelle ». Il combine les défauts des Américains (le matérialisme) et des Indiens (le sexisme).
Lalita défend avec vivacité les valeurs de l'Inde devant Will Darcy ; ainsi, lorsqu'elle découvre qu'il est venu en Inde pour acheter un hôtel luxueux à Goa, elle lui reproche de vouloir transformer son pays en parc à thèmes pour occidentaux (il tiendra d'ailleurs compte de ses reproches et ne finalisera pas l'achat) ; mais elle les récuse lorsque M. Kohli veut les faire respecter à son profit.

## À noter
- Le tournage débuta le 14 juillet 2003 et s'est déroulé à Amritsar, Goa et Mumbai, en Inde, Londres et Turville au Royaume-Uni et Los Angeles aux États-Unis.
- Johnny Depp et Joaquin Phoenix furent un temps pressentis pour le rôle de Darcy.
- Le livre vert que lit Aishwarya Rai, près de la piscine à Goa, est un roman de Jane Austen.
- Il s'agit du premier film qu'Aishwarya Rai tourne en anglais.
- D'après la cinéaste, l'apparition de la chanteuse Ashanti pour interpréter My Lips Are Waiting, est un hommage à une tradition dans les films Bollywood qui veut qu'une célébrité fasse une petite apparition le temps d'une chanson, sans lien direct avec le reste de l'intrigue et sans interaction avec les personnages principaux. Ces derniers se contentant d'apprécier le spectacle.
- Les adaptations du roman de Jane Austen sont nombreuses, depuis la toute première pour la télévision en 1938[2]. Au cinéma il en existe deux en costumes, le film en noir et blanc de Robert Z. Leonard en 1940 et Orgueil et Préjugés, film franco-britannique réalisé par Joe Wright en 2005, et une transposition moderne Pride and Prejudice: A Latter Day Comedy datant de 2003.